# Bukowiner Landtag

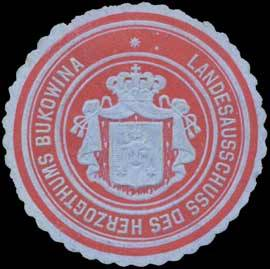
Siegelmarke Landesausschuss des Herzogthums Bukowina

Der Bukowiner Landtag war der Landtag des Kronlandes Herzogtum Bukowina im Kaisertum Österreich und Österreich-Ungarn zwischen 1861 und 1918.
Der Landtag umfasste 30 Abgeordnete, von denen 29 auf sechs Jahre gewählt wurden, und den orthodoxen Bischof der Bukowina, der mit einer Virilstimme im Landtag vertreten war. Von den 29 gewählten Abgeordneten entfielen 10 Abgeordnete auf die I. Kurie der Großgrundbesitzer, 7 Abgeordnete auf die II. Kurie der Städte und der Handels- und Gewerbekammer Czernowitz und 12 Abgeordnete auf die III. Kurie der Landgemeinden. 1875 erhielt zudem der Rektor der Universität Czernowitz eine Virilstimme im Bukowiner Landtag, sodass die Anzahl der Landtagsabgeordneten auf 31 stieg.
Nach dem nationalen Ausgleich im Jahr 1910 wurde die Zahl der Landtagsabgeordneten auf 63 Mitglieder erhöht. Neben den zwei Virilstimmen des orthodoxen Bischofs und des Rektors der Universität entfielen nun 13 Sitze auf den Großgrundbesitz, 2 Sitze auf die Handelskammer, 28 Abgeordnete auf die Stadt- und Landgemeinden und 18 Abgeordnete auf die neu eingeführte Allgemeine Wählerklasse.